# Yves Ternon
Pour les articles homonymes, voir Ternon.
Yves Ternon (né le 12 février 1932 à Saint-Mandé) est un historien et médecin français.

## Biographie
Yves Ternon est docteur en histoire à l'université de Paris IV (1986) et habilité à diriger des recherches à l’université Paul-Valéry de Montpellier.
Yves Ternon a d’abord été chirurgien, interne des hôpitaux de Paris. Il a notamment opéré des blessés algériens lors de la guerre d'Algérie, sur demande de la fédération de France du FLN.
Il s’est ensuite consacré à la recherche sur les crimes contre l’humanité et, tout particulièrement, sur les génocides des juifs, des arméniens et des tutsi du Rwanda, à propos desquels il a écrit de nombreux ouvrages. Il a aussi participé à la Commission d'enquête citoyenne sur l'implication de la France au Rwanda, un collectif sans statut juridique, initiative d'associations françaises, en tant que vice-président. Il s’est également intéressé à la question du négationnisme.
Yves Ternon estime que le massacre de Srebrenica est un crime contre l'humanité et un acte génocidaire isolé dont les responsables sont des militaires, mais pas un génocide planifié par un État. Il accuse la Cour internationale de justice, qui a retenu la qualification de génocide sans reconnaître, pourtant, la complicité de la Serbie, d'ouvrir une boîte de Pandore.

## Publications

### La médecine nazie et l’Holocauste
- Histoire de la médecine SS (avec Socrate Helman), Casterman, 1969.
- Le Massacre des aliénés (avec Socrate Helman), Casterman, 1971.
- Les médecins allemands et le national-socialisme (avec Socrate Helman), Casterman, 1973.

### Le génocide arménien

#### La Cause arménienne(1983)
La Cause arménienne est un ouvrage historique écrit par Yves Ternon et publié en 1983 aux Éditions du Seuil. Bien qu'il retrace rapidement l'histoire de l'Arménie, le propos de ce livre est centré autour de la naissance de la Cause arménienne avec le génocide arménien, et son évolution, au travers des Arméniens, leurs partis et leur diaspora.

##### Résumé
Après 1915 et le génocide du peuple arménien de Turquie, organisé par le mouvement des Jeunes-Turcs, les Arméniens massacrés et chassés d'Arménie occidentale et maintenant répartis entre l'Union des républiques socialistes soviétiques et une diaspora répandue aux quatre coins du monde vont pendant soixante-sept ans (en 1983 : publication du livre) tenter de faire entendre leurs revendications et leurs combats pour la reconnaissance du génocide, mais aussi pour une justice (réparations, restitution des terres spoliées). Par la diaspora, la lutte prendra diverses formes, partagées avec ses luttes sœurs, notamment la cause palestinienne : boycotts, lobbies, journaux, manifestations, terrorisme.

#### Autres publications sur le génocide arménien
- Mardin 1915 : Anatomie pathologique d’une destruction, Librairie orientaliste Paul Geuthner (2007)
- Les Arméniens. Histoire d'un génocide, Paris, Éditions du Seuil, 1996, 437 p. (ISBN 978-2-02-025685-8, OCLC 246332190).
- 1915, le génocide des Arméniens (avec Gérard Chaliand), Bruxelles, Éditions Complexe, 2006 (5e édition revue et augmentée).
- L'Empire ottoman. Le déclin, la chute, l’effacement Paris, éditions du Félin et éditions Michel de Maule, 2002 puis en version de poche en 2005. Nouvelle édition, éditions du Félin, 2020.
- Du négationnisme. Mémoire et tabou, Paris, Éditions Desclée de Brouwer, 1999.
- Enquête sur la négation d'un génocide, Marseille, éditions Parenthèses, 1989, 229 p. (ISBN 978-2-86364-052-4 et 2863640526, lire en ligne)
- Éclats de Voix. Recueils de textes 1974-2005, Éditions du Félin (Poche), 2006.

### L’étude des génocides et divers
- Guerres et génocides au XXe siècle, Paris, Odile Jacob, 2007.
- L’innocence des victimes : regard sur les génocides du XXe siècle, Éditions Desclée de Brouwer, 2001.
- Raspoutine, une tragédie russe, Bruxelles, éditions Complexe, 1991, 315 p.  (ISBN 2-87027-391-6)[7].
- L’État criminel. Les génocides au XXe siècle, Paris, Seuil, 1995.
- 1917-1921, Makhno, Bruxelles, Complexe, collection histoire, 1987 ; rééd. Les Belles Lettres, coll. "Le goût de l'Histoire", suivi de Nestor Makhno et la question juive par V. Litvinov, 288 p., 2024  (ISBN 978-2251455167)

### Autobiographie
- 7, rue de Chelles - Pour ce que nous avons tous été enfants…, Paris, Éditions du Félin, 2009, 192 p.  (ISBN 978-2-86645-687-0).